# Caelicola
Caelicola é um gênero de traça pertencente à família Arctiidae.